# Јоши

Јоши (јап. ヨッシー) је лик сличан диносауру који дјелује као савезник Мариа и Луиђија и главни је јунак властите франшизе. Међу члановима врсте Јоши који потјечу с отока Јоши, било који од њих може се идентифицирати као лик "Јоши", и као такав, нису све итерације лика нужно исте. Према приручнику Супер Марио Ворлд, име је добио по Јоши с Исланд јер је тамо први пут откривен.Јоши је успео спасити и заштитити Бебy Марио и Бебy Луиги од Камека и Бебе Баузера. У Супер Марио серији често дјелује као карактер за вожњу јунака, док је у већини спин-оффа сам лик који се може играти.Јошијево дефинирајуће особине укључују његов слатки изглед, његову веселу и пријатељску особност, његове способности лепршања и скакања јаја, његову способност вожње као коњић и узвикивање властитог имена.